# Gobernación de Kaunas
La gobernación de Kaunas o de Kovno (en ruso: Ковенская губеpния o Kóvenskaya gubérniya; en lituano: Kauno gubernija) era un gubernia del Imperio ruso. Su capital era Kaunas (Kovno en ruso). Fue creada el 18 de diciembre de 1842 por el zar Nicolás I de la parte occidental de la gobernación de Vilna, y la orden tomó efecto el 1 de julio de 1843. El gobierno zarista lo consideró como parte del krai del Noroeste. La gobernación incluía casi toda la región lituana de Žemaitija y la parte del norte de Aukštaitija.

## Condados
La gobernación estaba dividida en siete uyezds:
| Condado         | Área (km²) | Población en 1897 | Población en 1914 |
| --------------- | ---------- | ----------------- | ----------------- |
| Koven           | 4,029      | 227,500           | 301,800           |
| Novoaleksándrov | 5,437      | 208,500           | 242,300           |
| Ponevez         | 6,215      | 222,900           | 259,700           |
| Rossien         | 6,485      | 235,400           | 279,200           |
| Shavel          | 6,922      | 238,000           | 294,500           |
| Telshev         | 5,306      | 183,400           | 216,000           |
| Vilkomir        | 5,866      | 229,100           | 263,600           |
| Total           | 40,260     | 1,544,600         | 1,857,100         |